# Премия TVyNovelas за лучшую мужскую роль — открытие
Премия TVyNovelas за лучшую мужскую роль — открытие  (исп. Mejor actor revelación ) — престижная ежегодная награда в рамках премии TVyNovelas, присуждаемая актёрам, исполнивших особо выдающуюся роль в теленовеллах производства компании Televisa. Обычно на награду в этой номинации выдвигаются актёры только один единственный раз за всю их актёрскую карьеру. Исключением стали Рафаэль Санчес Наварро и Хан.
Данная номинация входила в 11 первых номинаций премии TVyNovelas в 1983 году. За годы существования премии данная номинация то включалась, то исключалась из списка актуальных. Так, премия в данной номинации вручалась в следующие годы: 1983—1991, 1993—1997, 2001—2004, 2009—2013, 2016—2017. В настоящее время номинация является не актуальной.
Первым победителем в номинации страл Рафаэль Санчес Наварро, за роль в теленовелле «Завтра наступит весна».

## Номинанты и победители
В списке приведены сведения о номинантах и победителях, сгруппированные по церемониям (годам) и десятилетиям. В таблицы включены имена актёров и названия теленовелл, за которые получена номинация.
Победители каждого года указаны первыми в списке, выделены полужирным шрифтом на золотом фоне.

### 1980-е
| Год  | Актёр                  | Название теленовеллы    |
| ---- | ---------------------- | ----------------------- |
| 1983 | Рафаэль Санчес Наварро | Завтра наступит весна   |
| 1983 | Умберто Сурита         | Право на рождение       |
| 1983 | Мартин Кортес          | На краю радуги          |
| 1984 | Серхио Гойри           | Проклятие               |
| 1984 | Эдуардо Яньес          | Проклятие               |
| 1984 | Рафаэль Санчес Наварро | Свадьбы ненависти       |
| 1985 | Мануэль Саваль         | Счастливые годы         |
| 1985 | Тони Браво             | Ты моя судьба           |
| 1986 | Артуро Пениче          | Пожить немножко         |
| 1986 | Альберто Маяготья      | Пожить немножко         |
| 1986 | Луис Хавьер            | Никто, кроме тебя       |
| 1986 | Педро Фернандес        | Хуана Ирис              |
| 1987 | Одисео Бичир           | Гора страдания          |
| 1987 | Давид Остроски         | Марионетки              |
| 1987 | Эрнесто Лагуардия      | Бесперспективная юность |
| 1987 | Умберто Элисондо       | Волчье логово           |
| 1988 | Армандо Арайса         | Пятнадцатилетняя        |
| 1988 | Мигель Родарте         | Болезненное молчание    |
| 1988 | Роберто Вандер         | Виктория                |
| 1989 | Ари Тельч              | Две жизни               |
| 1989 | Бои Олми               | Грех Оюки               |
| 1989 | Мигель Писарро         | Страсть и власть        |

### 1990-е
| Год  | Актёр                | Название теленовеллы   |
| ---- | -------------------- | ---------------------- |
| 1990 | Эдуардо Паломо       | Дом в конце улицы      |
| 1990 | Альфредо Адаме       | Моя вторая мама        |
| 1990 | Рафаэль Рохас        | Тереса                 |
| 1991 | Эдуардо Капетильо    | Дотянуться до звезды   |
| 1991 | Алехандро Ибарра     | Дотянуться до звезды   |
| 1991 | Орландо Каррио       | Моя маленькая Соледад  |
| 1991 | Родриго Видаль       | Когда приходит любовь  |
| 1991 | Томас Горос          | Судьба                 |
| 1993 | Кристиан Кастро      | Тайные намерения       |
| 1993 | Алексис Айала        | Потанцуй со мной       |
| 1993 | Херардо Гальярдо     | Baila conmigo          |
| 1994 | Ариэль Лопес Падилья | Дикое сердце           |
| 1994 | Сесар Эвора          | Дикое сердце           |
| 1994 | Фернандо Колунга     | Там, за мостом         |
| 1995 | Флавио Сесар         | Розовые шнурки         |
| 1995 | Фабиан Роблес        | Полёт орлицы           |
| 1995 | Радамес де Хесус     | Начать сначала         |
| 1996 | Франсиско Гатторно   | Хозяйка                |
| 1996 | Хуан Мануэль Берналь | Узы любви              |
| 1996 | Орландо Мигель       | Узы любви              |
| 1997 | Карлос Понсе         | Чужие чувства          |
| 1997 | Херардо Кирос        | Лучшие школьные друзья |
| 1997 | Густаво Ханем        | Синий                  |

### 2000-е
| Год  | Актёр              | Название теленовеллы      |
| ---- | ------------------ | ------------------------- |
| 2001 | Валентино Ланус    | Первая любовь             |
| 2001 | Хайме Камил        | Ты моя судьба             |
| 2001 | Пабло Монтеро      | Обними меня крепче        |
| 2002 | Габриэль Сото      | Подруги и соперницы       |
| 2002 | Кристофер Укерманн | Приключения во времени    |
| 2002 | Рафаэль Амайа      | Страсти по Саломее        |
| 2003 | Кристиан Чавес     | Класс 406                 |
| 2003 | Хан                | Моя любимая девочка       |
| 2003 | Хулио Брачо        | Другая                    |
| 2004 | Хан                | Мой грех – в любви к тебе |
| 2004 | Ари Боровой        | Стань звездой!            |
| 2004 | Маурисио Мартинес  | Стань звездой!            |
| 2009 | Эдди Вилард        | Железная душа             |
| 2009 | Освальдо де Леон   | Слово женщины             |
| 2009 | Рикардо Маргалефф  | К чёрту красавцев         |

### 2010-е
| Год  | Актёр                  | Название теленовеллы            |
| ---- | ---------------------- | ------------------------------- |
| 2010 | Себастьян Сурита       | Во имя любви                    |
| 2010 | Диего Амосуррутия      | Мой грех                        |
| 2010 | Пи Уи                  | Хамелионы                       |
| 2011 | Пол Стэнли             | Я твоя хозяйка                  |
| 2011 | Брандон Пениче         | Девочка моего сердца            |
| 2011 | Хосе Карлос Фемат      | Сакатильо, место в твоём сердце |
| 2012 | Пабло Лайл             | Счастливая семья                |
| 2012 | Хуан Диего Коваррубиас | Счастливая семья                |
| 2012 | Ман де ла Парра        | Надежда сердца                  |
| 2013 | Аксель Рикко           | Корона слёз                     |
| 2013 | Альберто Агнеси        | Бездна страсти                  |
| 2013 | Эрик Диас              | Убежище для любви               |
| 2016 | Хосе Карлос Феррера    | Тень прошлого                   |
| 2016 | Альдо Герра            | Ловушки любви''                 |
| 2016 | Данило Каррера         | Страсть и власть                |
| 2016 | Игнасио Касано         | Не отпускай меня                |
| 2016 | Хосе Мануэль Лечуга    | Соседка                         |
| 2017 | Карлос Ривера          | Отель секретов                  |
| 2017 | Федерико Айос          | Сердце которое лжёт             |
| 2017 | Хуан Мартин Хуареги    | Кандидатка и Без следа          |
| 2017 | Сантьяго Раймундо      | Мечта о любви                   |

## Рекорды и достижения
- Актёры, имеющие самое большое количество номинаций (2):
  - Рафаэль Санчес Наварро[исп.]
  - Хан[исп.]
- Самый молодой победитель в номинации:
  - Армандо Арайса — 18 лет
- Самый молодой номинант на премию:
  - Кристофер Укерманн[исп.] — 15 лет
- Самый старший победитель в номинации:
  - Хосе Карлос Феррера — 34 года
- Самый старший номинант на премию:
  - Умберто Элисондо- 40 лет
- Актёры номинированные на премию за одну и ту же роль:
  - Умберто Элисондо (Волчье логово, 1987) и Игнасио Касано[исп.] (Не отпускай меня[исп.], 2016)
- Актёр, победивший в номинации, несмотря на то, что играл главную отрицательную роль:
  - Ариэль Лопес Падилья[исп.](Дикое сердце, 1994)
- Актёры, номинированные на премию, несмотря на то, что играли главную отрицательную роль:
  - Рафаэль Санчес Наварро[исп.] (Свадьбы ненависти[исп.], 1984)
  - Хайме Камил (Ты моя судьба[исп.], 2001)
  - Хулио Брачо (Другая[исп.], 2003)
- Актёры-иностранцы, победившие в номинации:
  - Карлос Понсе — Пуэрто-Рико
  - Франсиско Гатторно — Куба